# 韓国の企業一覧
韓国の代表的な企業一覧は、韓国を代表する企業を一覧にしたリスト。

## 電子機器
- サムスン電子
- サムスン電機
- サムスンコーニング精密ガラス
- サムスンSDI
- ハンファテックウィン
- サムスンデジタルイメージング
- LG電子
- LGディスプレイ（旧・LGフィリップスLCD）
- SKハイニックス（SK Hynix）
- 大宇電子
- パンテック&キュリテル
- アイリバー（iRiver）
- 斗山インフラコア
- コウォン（COWON）
- ヒューマックス（HUMAX）

## 輸送機器

### 自動車
- 現代自動車
- 起亜自動車
- 韓国GM
- ルノーサムスン（旧三星自動車がルノーの支援を受けて再建）
- 双竜自動車
- プロト自動車（自動車設計専門企業）
- 平和自動車
- ザイル大宇バス
- タタ大宇商用車（インドのタタ・モーターズの支援を受けて再建）

### バイク
- S&Tモータース
- デーリムモーター

## 輸送機器・部品・素材・開発
- Mando
- 現代モービス（Hyundai Mobis、旧・現代精工）
- 現代ケフィコ (Hyundai Kefico)
- 現代ダイモス (Hyundai Dymos)
- 現代パワーテック (Hyundai Powertech)
- 現代ウィア (Hyundai Wia)
- 現代エナセル (Hyundai Enercell)

## 化学、石油、産業財
- LG化学
- SKケミカル
- ヒョースン化学
- KCC
- S-OIL
- ロッテケミカル
- サムスントタル
- アモーレパシフィック
- 韓国シェル石油
- 東西石油化学
- ロッテイネオス化学
- ロッテ精密化学
- GSカルテックス
- HD現代オイルバンク
- 韓国ガス公社
- 韓国石油公社
- SKイノベーション

## ゴム
- ハンコックタイヤ
- クムホタイヤ
- ネクセンタイヤ

## 重工業
- HD現代重工業
- サムスン重工業
- ハンファオーシャン
- 現代尾浦造船
- 現代三湖重工業
- STX造船海洋
- HJ重工業
- 斗山重工業
- 斗山インフラコア
- 斗山バブコック
- 斗山エンジン
- 現代ロテム

## 海運
- C&CRUISE
- DBSクルーズフェリー
- 韓進海運

## 金属、製鉄
- ポスコ（旧浦項総合製鉄）
- 現代製鉄
- 東国製鋼
- 世亞製鋼
- KG東部製鉄
- 明道メタル
- 現代ハイスコ (Hyundai Hysco)
- 現代BNGスチール (Hyundai BNG Steel)
- DBメタル

## 建設
- 大宇建設
- 現代建設
- GS建設
- 大林産業
- 斗山建設
- 双竜建設
- サムスン物産（建設部門）
- SK建設
- 斗山重工業
- 富營住宅
- 東亞建設

## 電力
- 韓国電力公社

## 軍需
- KIAモーターズ
- LGイノテク
- 起亜機器
- サムスン重工業
- サムスン電子
- ハンファテックウィン
- STX重工業
- 大宇造船
- 大宇テレコム
- KAI（韓国航空宇宙産業）
- LIGネクスワン（旧・ネクスワンフューチャー）
- ハンワ
- 現代ロテム
- HD現代重工業
- 現代プレシジョン&インダストリー
- ロテム精密工業
- 現代WIA

## 航空会社
- 大韓航空
- アシアナ航空

### LCC
- チェジュ航空
- ティーウェイ航空
- ジンエアー
- エアプサン
- エアソウル
- イースター航空

## 商社
- サムスン物産（商事部門）
- グロビス
- SKネットワークス
- LG商事

## 金融・保険
- 韓国産業銀行
- 韓国銀行
- 韓国外換銀行
- 国民銀行
- ウリィ銀行
- ハナ銀行
- 新韓銀行
- SC第一銀行
- 中小企業銀行
- 大韓生命保険
- 教保生命保険
- サムスン生命保険
- サムスン火災海上保険
- 現代海上火災保険
- ダウム自動車保険
- 現代キャピタル
- 未来アセット金融グループ
- KB損害保険
- NH投資証券
- キウム証券

## シンクタンク
- 韓国経済研究院
- LG経済研究院
- 現代経済研究院
- サムスン経済研究所
- SK経営経済研究所
- 韓国産業関係研究院
- 韓国総合経済研究院
- 中小企業研究院

## 検索エンジン・ポータルサイト
- NAVER
- Kakao

## 通信
- SKテレコム
- KT
- LGユープラス

## ソフトウェア・ゲーム
- エンシソフト
- ウェブゼン
- ハンゲーム
- アンラボ（AhnLab）
- ゲームオン

## 観光・サービス
- 現代峨山
- ハナツアー（ハナツアージャパンの親会社）
- ロッテ観光
- モドゥツアー
- 韓国観光公社
- クンギル（旧・ヘテ觀光）
- インターコンチネンタル (韓国企業)（COEX INTERCONTINENTAL SEOUL）

## 美容
- アモーレパシフィック（AMOREPACIFIC）
- THEFACESHOP
- セラベル（イ・ジ・ハム化粧品）
- ナノシス化粧品
- パルガントン
- ミシャ（MISSHA/謎尚）

## 衣料等
- EXR（イーエックスアール）
- フィラ（FILA）

## 食品
- CJ第一製糖（旧チェイルジェダン、日本名：第一製糖）
- LOTTE
  - ロッテ七星飲料
- 農心（インスタント食品、スナック菓子）
- ハイト眞露（JINRO）
- ヘテ製菓食品
- オリオン
- 東西食品
- KT&G
- クラウン製菓
- 三養食品
- 毎日乳業
- 一和
- 二東ジャパン（マッコリの輸入販売）
- ノルブはんありカルビ（外食）
- ホーンチョぶるだっく（外食）
- GENESIS BBQ（外食（フライドチキンチェーン））
- ボンジュク（外食（粥専門チェーン））

## ホテル
- ウェスティン朝鮮ホテル
- 新羅ホテル
- ロッテホテル

## アミューズメント施設
- サムスンエバーランド
- ロッテワールド
- コエックスモール
- ソウルランド

## 百貨店・デパート
- 新世界グループ（新世界百貨店、Emart）
- LOTTEグループ（ロッテ百貨店、Lotte mart）
- 現代百貨店

## ゲーム・アニメ・音楽・玩具
- HYBE
- ファンタグラム
- スタジオカーブ
- SMエンタテインメント
- ソノコン
- ソフトマックス
- アカデミー科学
- Iconix Entertainment

## 書籍
- 教保文庫
- 永豊文庫

## 宗教団体
- 世界基督教統一神霊協会（統一教会）
- 摂理
- 天地正教
- ダンワールド

## メディア新聞
- 中央日報
- 韓国日報
- 朝鮮日報
- 東亜日報
- 京郷新聞
- ハンギョレ
- 世界日報
- 韓国経済新聞
- ソウル新聞
- 釜山日報
- 毎日新聞 (韓国)
- 聯合ニュース
- オーマイニュース

## メディア放送
- 韓国放送公社 (KBS)
- SBS（ソウル放送）
- 文化放送 (MBC)
- 韓国教育放送公社 (EBS)
- YTN（聯合テレビジョンニュース）
- JTBC

## 広告代理業
- 第一企画（英語版）
- HSアド（英語版）
- GIIR（英語版）
- グムガンオギルビ（朝鮮語版）
- デジタルテトラ（朝鮮語版）
- デホン企画
- オリコム
- イノーション（朝鮮語版）